# Réaction de cyclisation de Nazarov
La réaction de cyclisation de Nazarov (souvent appelée simplement la cyclisation de Nazarov) est une réaction chimique utilisée en chimie organique pour la synthèse de cyclopenténones. La réaction est généralement divisée en variantes classiques et modernes, en fonction des réactifs et des substrats utilisés. Elle a été découverte à l'origine par Ivan Nikolaevich Nazarov (1906-1957) en 1941 alors qu'il étudiait les réarrangements des cétones vinyliques allyliques,.
Comme décrit à l'origine, la cyclisation de Nazarov implique l'activation d'une divinyl cétone en utilisant un promoteur tel qu'un acide de Lewis ou un acide protique en proportion stœchiométrique. L'étape clé du mécanisme de réaction implique une fermeture de cycle électrocyclique cationique 4π qui forme le produit sous la forme d'un dérivé de la cyclopenténone (voir mécanisme ci-dessous). Au fur et à mesure que la réaction s'est développée, des variantes impliquant des substrats autres que les divinyl cétones et des promoteurs autres que les acides de Lewis ont été classées sous le nom de cyclisation de Nazarov à condition qu'elles suivent une voie mécanique similaire.
Le succès de la cyclisation de Nazarov en tant qu'outil de synthèse organique découle de l'utilité et de la forte présence des cyclopenténones en tant que motifs dans les produits naturels (y compris la jasmone, les aflatoxines et une sous-classe de prostaglandines) et en tant qu'intermédiaires synthétiques utiles pour des synthèses totales. La réaction a été utilisée dans plusieurs synthèses totales et plusieurs articles ont été publiées,,,,,.

## Mécanisme
Le mécanisme de la réaction de cyclisation classique de Nazarov a d'abord été démontré expérimentalement par Shoppe comme une électrocyclisation intramoléculaire et est décrit ci-dessous. L'activation de la cétone par le catalyseur acide génère un cation pentadiényle, qui subit une électrocyclisation conrotatoire 4π thermiquement autorisée comme dicté par les règles de Woodward-Hoffman. Cela génère un cation oxyallyle qui subit une réaction d'élimination d'un β-hydrogène. Une tautomérisation ultérieure de l'énolate produit le dérivé de la cyclopenténone,.

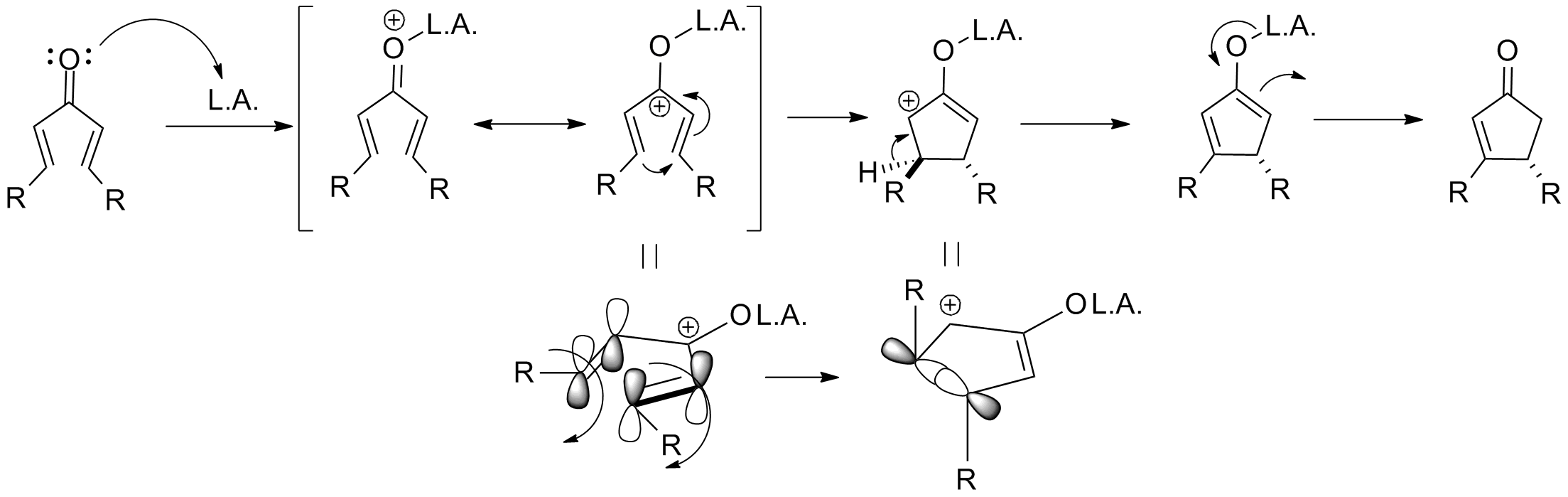
Mécanisme de la cyclisation classique de Nazarov activée par un catalyseur acide de Lewis. Notez que la substitution α et β n'est pas nécessaire pour que la réaction se produise et qu'une substitution α plus complexe est également possible.

Comme indiqué ci-dessus, des variantes qui s'écartent de ce modèle sont connues. Ce qui désigne en particulier une cyclisation de Nazarov est la génération du cation pentadiényle suivie d'une fermeture électrocyclique du cycle en cation oxyallyle. Pour réaliser cette transformation, la molécule doit être dans la conformation s-trans/s-trans, plaçant les groupes vinyle dans une orientation appropriée. La propension du système à entrer dans cette conformation influence considérablement la vitesse de réaction et les substrats substitués en α ayant un nombre accru de conformère requis en raison de la souche allylique. La coordination d'un substituant α donneur d'électrons par le catalyseur peut également augmenter la vitesse de réaction en imposant cette conformation.

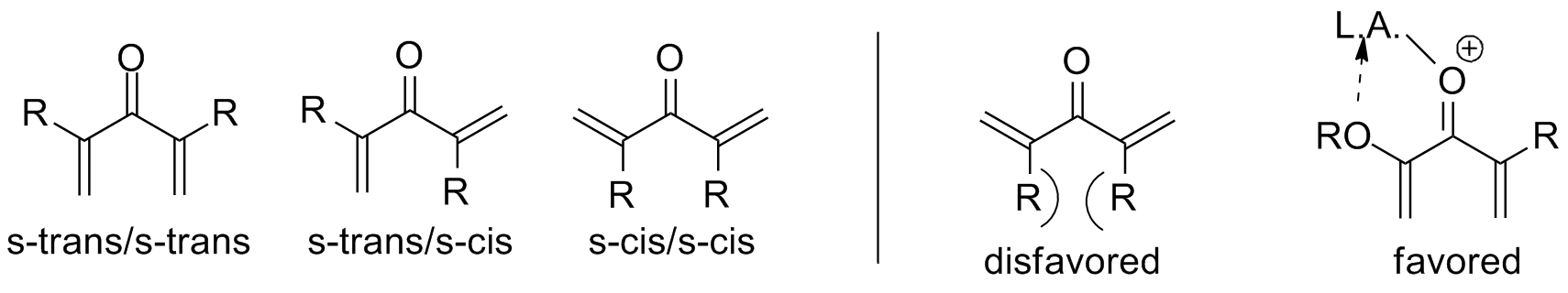
Conformations pertinentes pour la cyclisation de Nazarov; Chélation d'acide de Lewis dans le conformère s-cis

De même, la substitution en β dirigée vers l'intérieur restreint la conformation s-trans si sévèrement qu'il a été démontré que l' isomérisation EZ se produit avant la cyclisation sur une large gamme de substrats, produisant la trans cyclopenténone quelle que soit la configuration initiale. De cette façon, la cyclisation de Nazarov est un rare exemple de réaction péricyclique stéréosélective, alors que la plupart des électrocyclisations sont stéréospécifiques. L'exemple ci-dessous utilise de l'hydrure de triéthylsilyle pour piéger le cation oxyallyle afin qu'aucune élimination ne se produise. (Voir cyclisations interrompues ci-dessous)

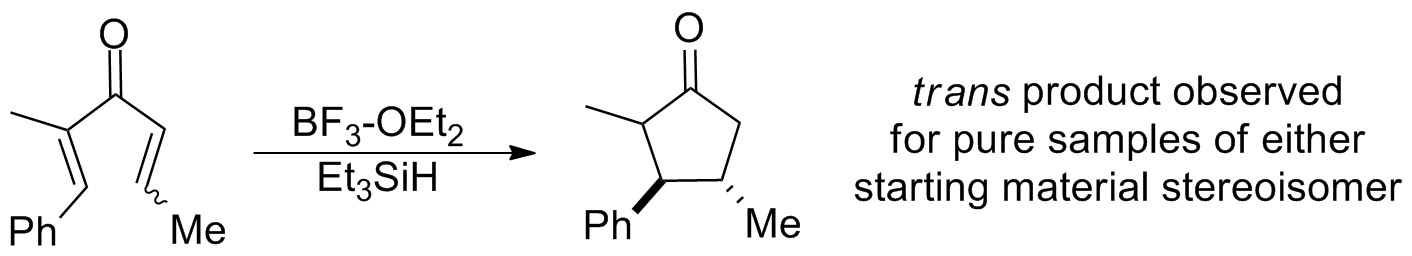
Stéréosélectivité dans la cyclisation de Nazarov évidente par piégeage réducteur

Le long de cette même réaction, les cétones allényl vinyliques du type étudié en détail par Marcus Tius de l'Université d'Hawaï montrent une accélération spectaculaire du taux d'élimination des β-hydrogènes, ce qui évite un grand nombre d'interaction stérique dans les conformères s-cis.

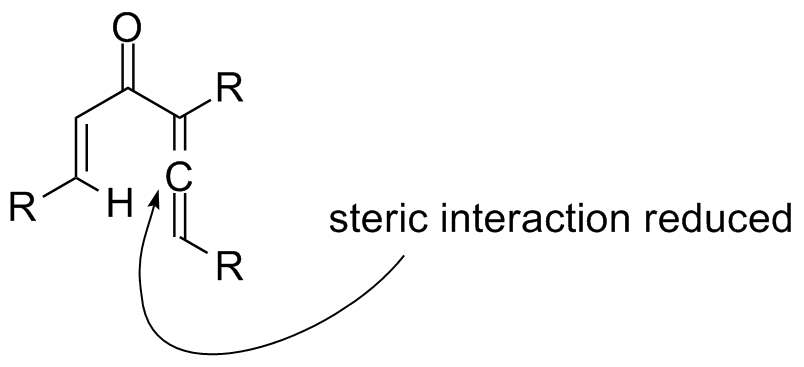
Substrats d'allène pour la cyclisation de Nazarov avec des interactions stériques réduites

## Cyclisations classiques de Nazarov
Bien que des cyclisations suivant le modèle général ci-dessus aient été observées avant l'implication de Nazarov, c'est son étude des réarrangements des cétones vinyl allyliques qui a marqué le premier examen majeur de ce processus. Nazarov a correctement estimé que l'oléfine allylique est isomérisée in situ pour former une divinyl cétone avant la fermeture du cycle du produit cyclopenténone. La réaction montrée ci-dessous implique une réaction d'oxymercuration d'alcyne pour générer la cétone requise.

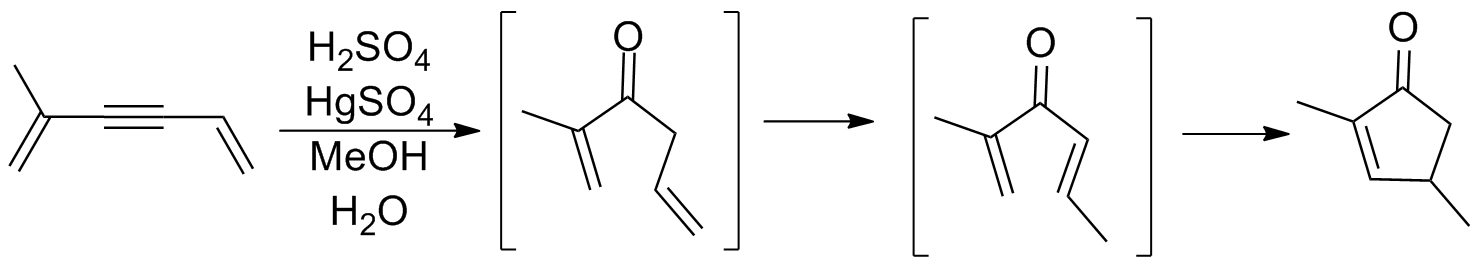
Enquête préliminaire sur la cyclisation de Nazarov

La recherche impliquant la réaction a été relativement calme au cours des années suivantes, jusqu'au milieu des années 1980, lorsque plusieurs synthèses utilisant la cyclisation de Nazarov ont été publiées. Les étapes clés des synthèses du trichodiène et du nor-stéréépolide sont présentées ci-dessous, et l'on pense que ce dernier se déroule via une isomérisation inhabituelle d'alcyne-allène qui génère la divinyl cétone,.

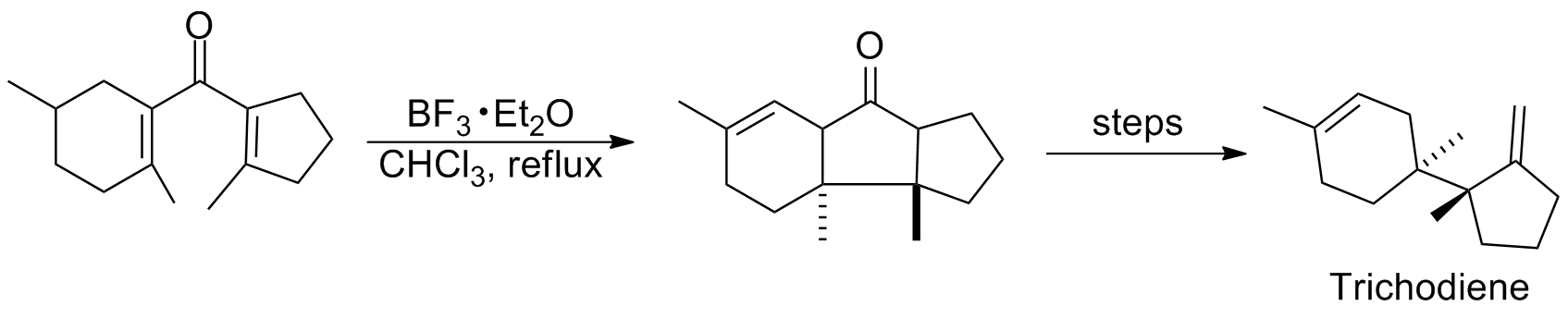
Synthèse du trichodiène à l'aide d'une cyclisation classique de Nazarov

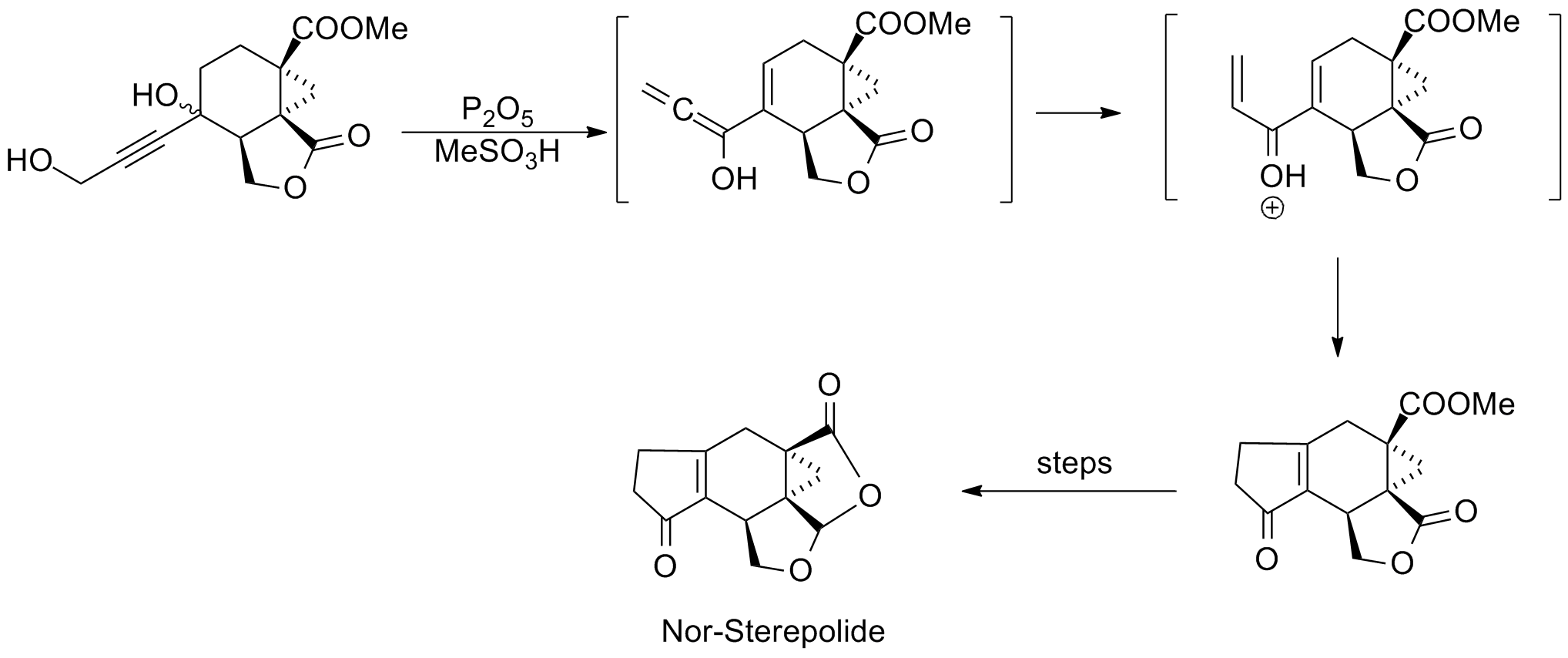
Synthèse de Nor-Sterepolide utilisant une cyclisation Nazarov classique

### Lacunes
La version classique de la cyclisation de Nazarov souffre de plusieurs inconvénients que les variantes modernes tentent de contourner. Les deux premiers ne sont pas évidents d'après le mécanisme seul, mais indiquent les obstacles à la cyclisation; les trois derniers découlent de problèmes de sélectivité liés à l'élimination et à la protonation de l'intermédiaire.
1. Des acides de Lewis ou protiques forts sont généralement nécessaires pour la réaction (par exemple, TiCl4, BF3, MeSO3H). Ces promoteurs ne sont pas compatibles avec les groupes fonctionnels sensibles, limitant la portée du substrat.
2. Malgré la possibilité mécanistique de catalyse, plusieurs équivalents du promoteur sont souvent nécessaires pour effectuer la réaction. Cela limite l'économie atomique de la réaction.
3. L'étape d'élimination n'est pas régiosélective ; si plusieurs β-hydrogènes sont disponibles pour l'élimination, divers produits sont souvent observés sous forme de mélanges. Ceci est hautement indésirable du point de vue de l'efficacité car une séparation difficile est généralement requise.
4. L'élimination détruit un stéréocentre potentiel, diminuant l'utilité potentielle de la réaction.
5. La protonation de l'énolate n'est parfois pas stéréosélective, ce qui signifie que les produits peuvent être formés sous forme de mélanges d'épimères.

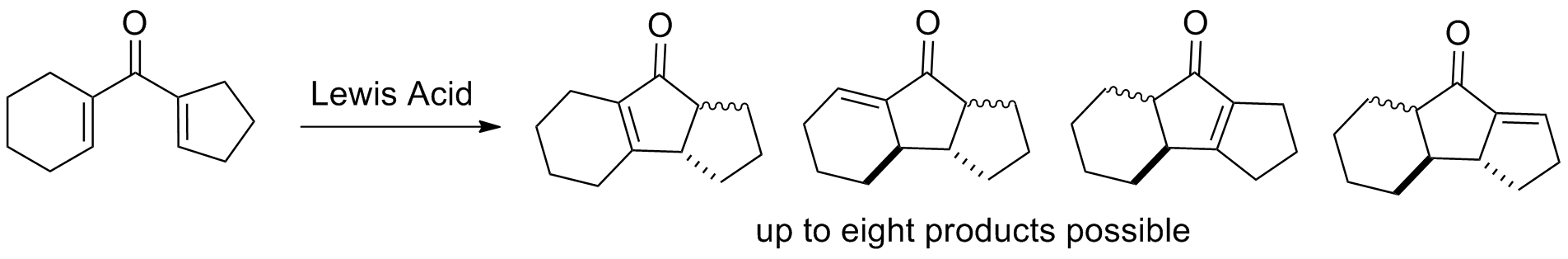
Lacunes de la réaction de cyclisation de Nazarov

## Variantes modernes
Les lacunes notées ci-dessus limitent l'utilité de la réaction de cyclisation de Nazarov sous sa forme canonique. Cependant, les modifications de la réaction axées sur la résolution de ses problèmes continuent d'être un domaine actif de la recherche universitaire. En particulier, la recherche s'est concentrée sur quelques domaines clés: rendre la réaction catalytique vis-à-vis du promoteur, effectuer la réaction avec des promoteurs plus doux pour améliorer la tolérance aux groupes fonctionnels, diriger la régiosélectivité de l'étape d'élimination et améliorer la stéréosélectivité globale. Celles-ci ont réussi à des degrés divers.
De plus, les modifications visaient à modifier la progression de la réaction, soit en générant le cation pentadiényle d'une manière peu orthodoxe, soit en faisant "intercepter" le cation oxyallyle de diverses manières. De plus, des variantes énantiosélectives de divers types ont été développées. Le volume considérable de littérature sur le sujet empêche un examen approfondi de ce domaine; des exemples clés sont donnés ci-dessous.

### Cyclisation dirigée par silicium
Les premiers efforts pour améliorer la sélectivité de la cyclisation de Nazarov ont profité de l'effet β-silicium pour diriger la régiosélectivité de l'étape d'élimination. Cette chimie a été largement développée par le professeur Scott Denmark de l'Université de l'Illinois à Urbana-Champaign au milieu des années 1980 et utilise des quantités stoechiométriques de trichlorure de fer pour favoriser la réaction. Avec les produits bicycliques, l'isomère cis a été sélectionné à des degrés divers.

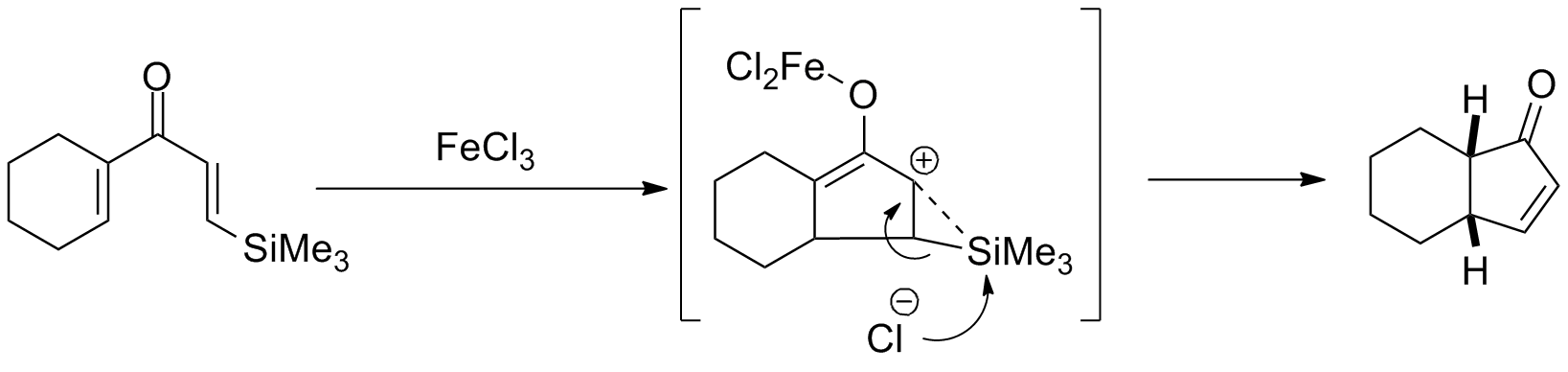
Cyclisation Nazarov dirigée au silicium

La réaction de cyclisation de Nazarov dirigée par silicium a ensuite été utilisée dans la synthèse du produit naturel tel que le Silphinène, illustré ci-dessous. La cyclisation a lieu avant l'élimination de la fraction d'alcool benzylique, de sorte que la stéréochimie résultante du cycle nouvellement formé résulte de l'approche de l'alcène silylique en anti par rapport à l'éther.

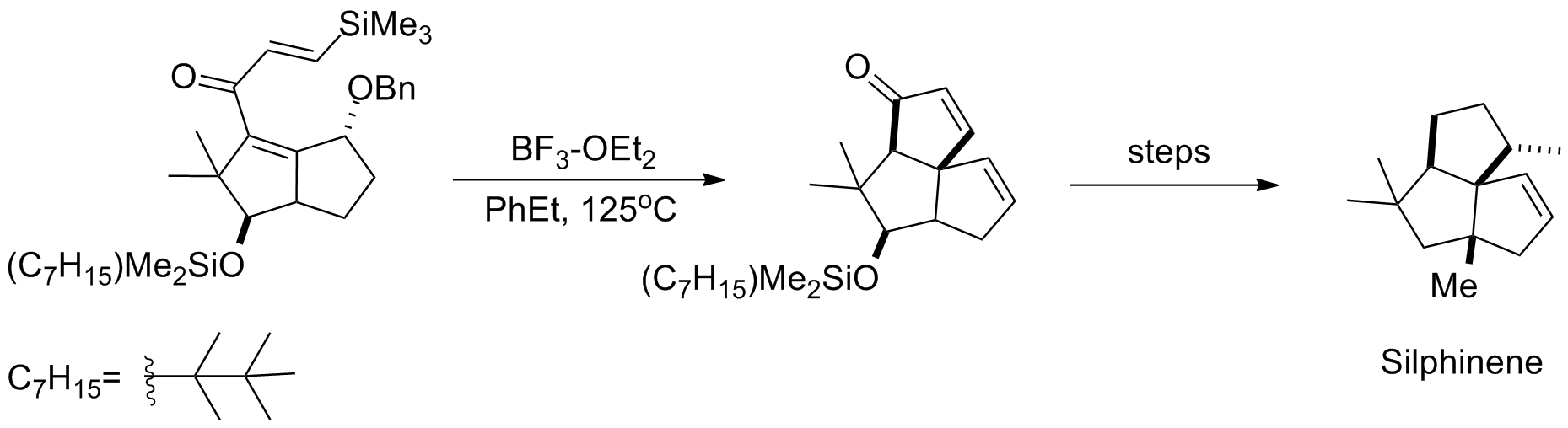
Synthèse du silphinène par cyclisation Nazarov

### Polarisation
En se basant sur les effets des substituants compilés au cours de divers essais sur la réaction, le professeur Alison Frontier de l'Université de Rochester a développé un paradigme pour les cyclisations de Nazarov "polarisées" dans lesquelles des groupes électroattracteur et donneur d'électron sont utilisés pour améliorer la sélectivité globale de la réaction. La création d'un vinyle nucléophile et d'un vinyle électrophile efficaces dans le substrat permet une activation catalytique avec du triflate de cuivre et une élimination régiosélective. De plus, le groupe attracteur d'électrons augmente l'acidité du α-proton, permettant la formation sélective du trans-α-épimère par équilibrage.

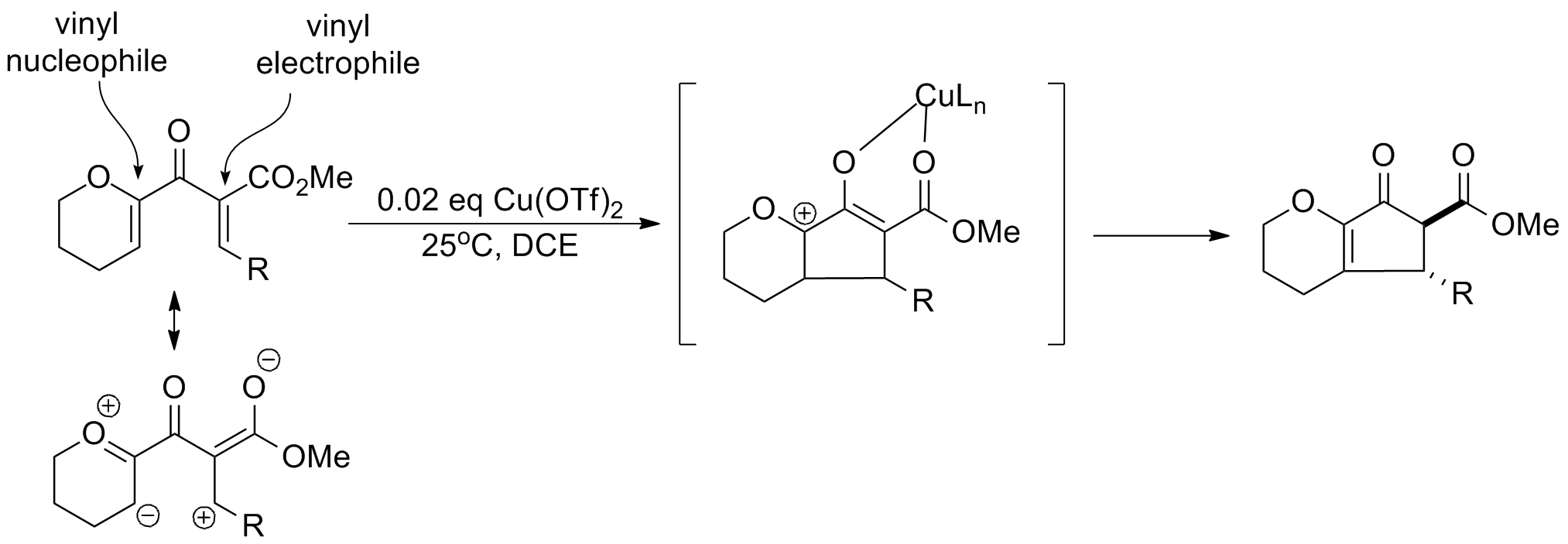
Cyclisation Nazarov polarisée

Il est souvent possible de réaliser l'activation catalytique en utilisant un groupe donneur ou électro-attracteur seul, bien que l'efficacité de la réaction (rendement, temps de réaction, etc.) soit généralement plus faible.

### Génération alternative de cations
Par extension, tout cation pentadiényle quelle que soit son origine est susceptible de subir une cyclisation de Nazarov. Il y a eu un grand nombre d'exemples publiés où le cation requis est obtenu par une variété de réarrangements. Un tel exemple implique l'ouverture du cycle cationique catalysée par l'argent du dichloro-cyclopropanes allyliques. Le sel d'argent facilite la perte de chlorure par précipitation de chlorure d'argent insoluble.

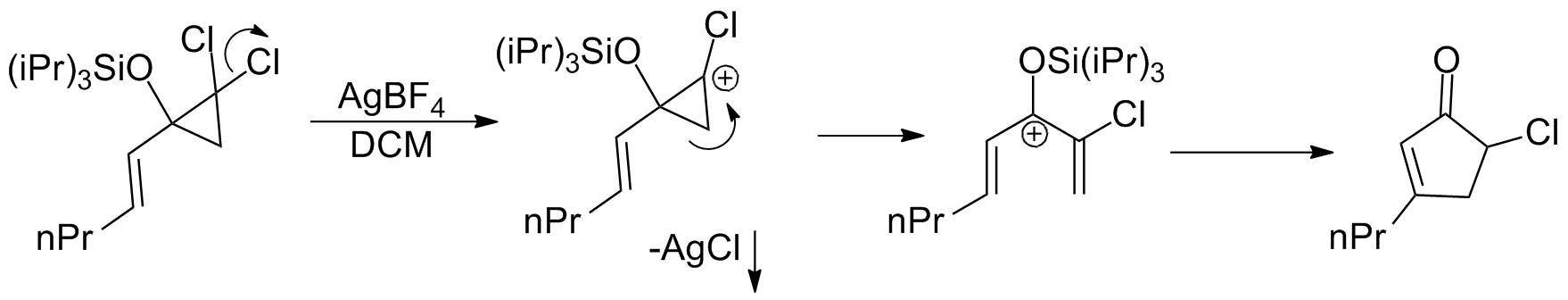
La cyclisation de Nazarov amorcée par un réarrangement du dichlorocyclopropane

Dans la synthèse totale du rocaglamide, l'époxydation d'un vinylalcoxyallényl stannane génère également un cation pentadiényle via l'ouverture du cycle de l'époxyde résultant.

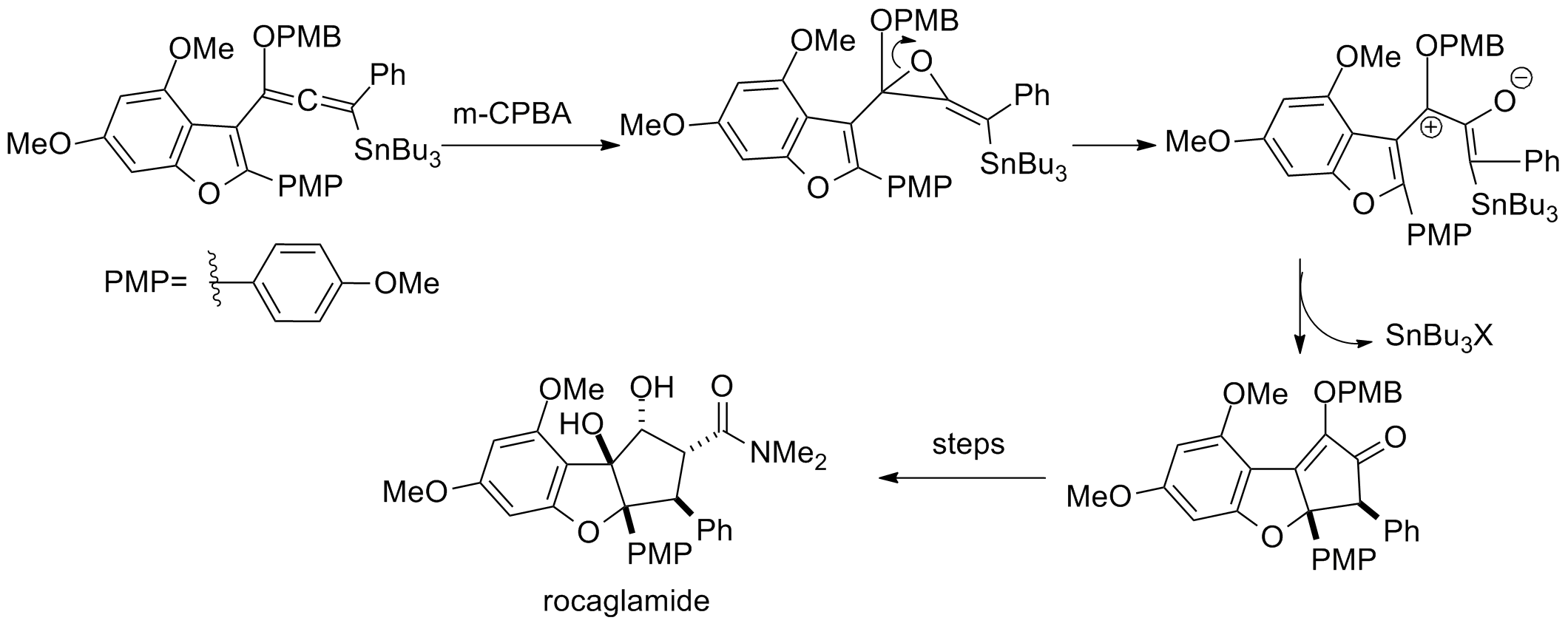
La cyclisation de Nazarov déclenchée par l'oxydation

### Cyclisations interrompues
Une fois la cyclisation terminée, un cation oxyallyle se forme. Comme discuté en détail ci-dessus, le cours typique de cet intermédiaire est l'élimination suivie d'une tautomérisation d'énolate. Cependant, ces deux étapes peuvent être interrompues par divers nucléophiles et électrophiles, respectivement. Le piégeage des cations oxyallyliques a été largement développé par Fredrick G. West de l'Université de l'Alberta et son article couvre le domaine. Le cation oxyallyle peut être piégé avec des hétéroatomes et des carbones nucléophiles et peut également subir des cycloadditions cationiques avec divers partenaires attachés. Ci-dessous, une réaction en cascade dans laquelle le piégeage de cations successifs génère un noyau pentacyclique en une seule étape avec une diastéréosélectivité complète.

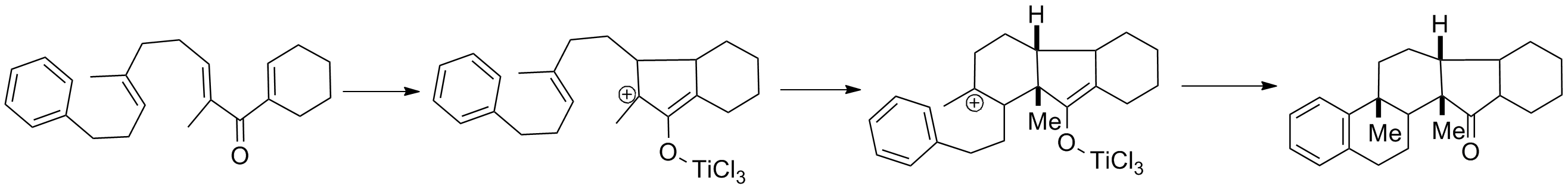
Nazarov cyclisation cascade cationique

Le piégeage d'énolate avec divers électrophiles est nettement moins courant. Dans une étude, la cyclisation de Nazarov est associée à une réaction de Michael utilisant un catalyseur à l'iridium pour initier l'addition conjugué nucléophile de l'énolate au β-nitrostyrène. Dans cette réaction en tandem, le catalyseur à l'iridium est requis pour les deux réaction : il agit comme l'acide de Lewis dans la cyclisation de Nazarov et à l'étape suivante, le groupe nitro du nitrostyrène se coordonne d'abord à l'iridium dans un échange de ligands avec l'atome d'oxygène de l'ester carbonylique avant que l'addition de Michael a lieu à la face opposée du groupe R.

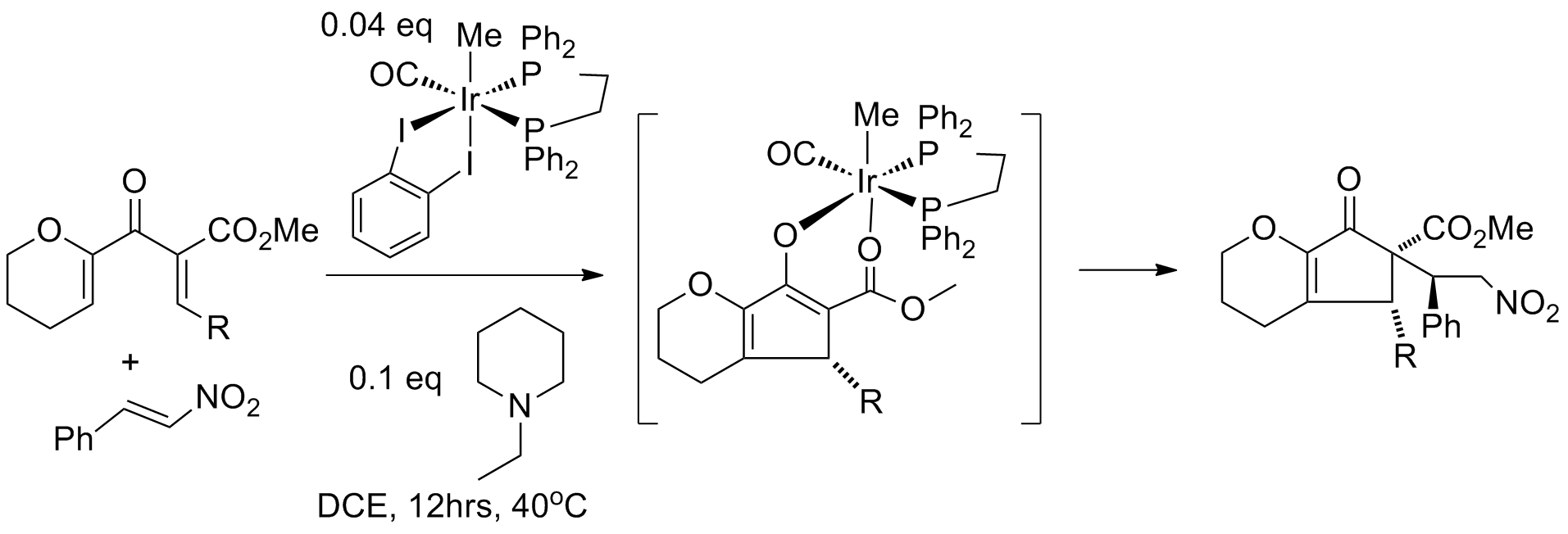
Cyclisation en tandem Nazarov et réaction de Michael

### Variantes énantiosélectives
Le développement d'une cyclisation énantiosélective de Nazarov est un ajout souhaitable au répertoire des réactions de cyclisation de Nazarov. À cette fin, plusieurs variantes ont été développées en utilisant des auxiliaires chiraux et des catalyseurs chiraux. Des cyclisations diastéréosélectives sont également connues, dans lesquelles des stéréocentres existants dirigent la cyclisation. Presque toutes les tentatives sont basées sur l'idée de torquosélectivité ; sélectionner une direction pour que les groupes de vinyle "tournent" à leur tour et définissent la stéréochimie comme indiqué ci-dessous.

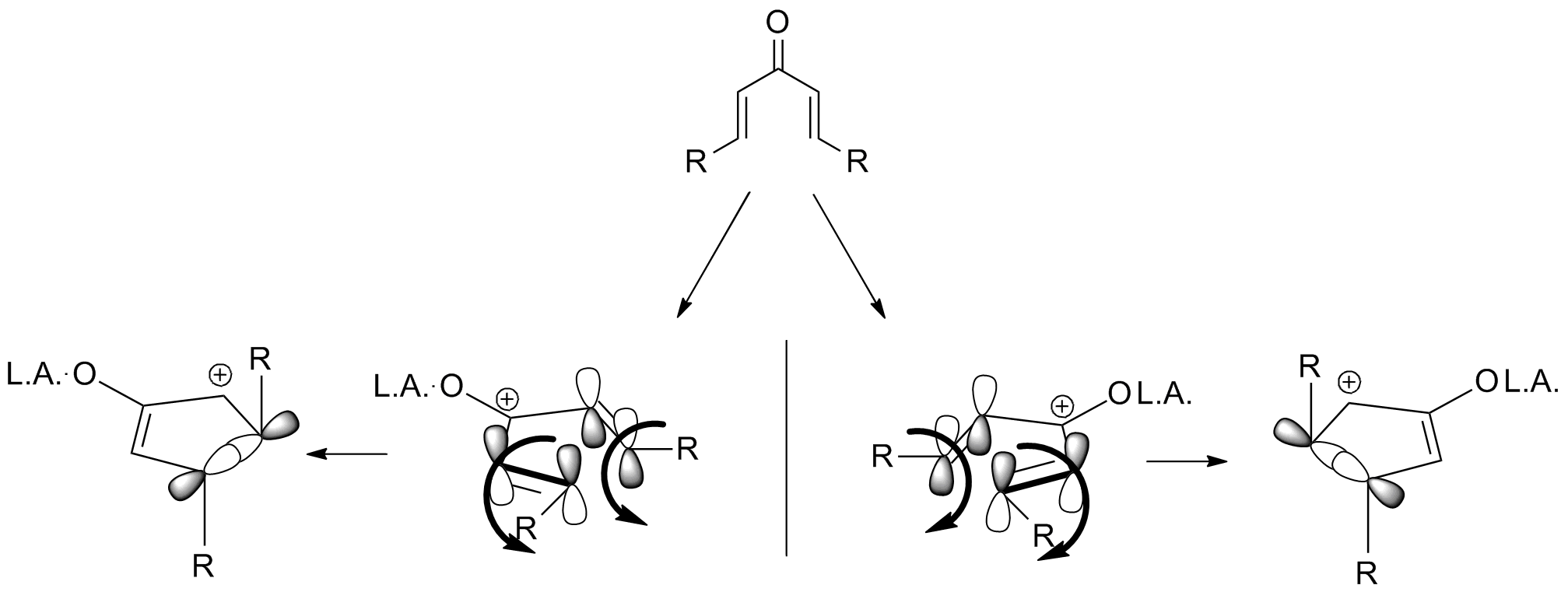
Torquosélectivité dans la cyclisation de Nazarov

Les cyclisations de Nazarov dirigées par silicium peuvent ainsi présenter une diastéréosélectivité induite. Dans l'exemple ci-dessous, le groupe silyle agit pour diriger la cyclisation en empêchant l'alcène distant de tourner "vers" via une interaction stérique défavorable. De cette façon, le silicium agit comme un auxiliaire sans trace. (Le matériel de départ n'est pas énantiopur mais la rétention de l'excès énantiomérique suggère que l'auxiliaire dirige la cyclisation.)

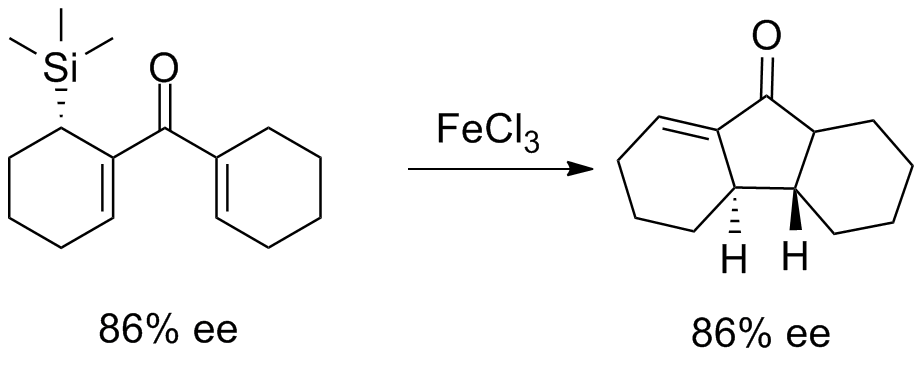
Le silicium comme auxiliaire chiral pour la cyclisation de Nazarov

Les substrats allényles de Tius peuvent présenter un transfert de chiralité axiale à tétraédrique si des allènes énantiopurs sont utilisés. L'exemple ci-dessous génère un diosphenpol chiral avec un rendement de 64% et un excès énantiomérique de 95%.

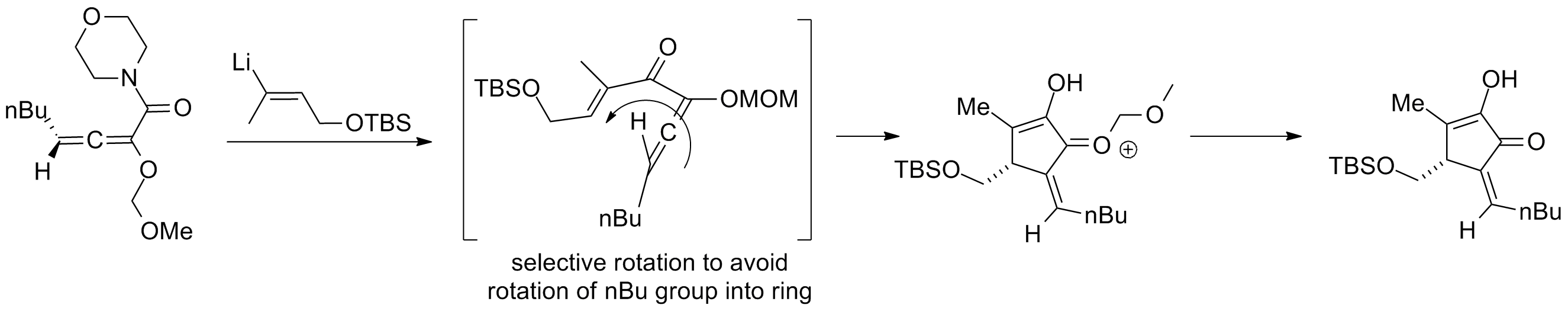
Transfert de chiralité axiale à tétraédrique dans la cyclisation de Nazarov des allényl vinyl cétones

Tius a en outre développé un auxiliaire à base de camphre pour les allènes achiraux qui a été utilisé dans la première synthèse asymétrique de la roseophiline. L'étape clé utilise un mélange inhabituel d'hexafluoro-2-propanol et de trifluoroéthanol comme solvant,.

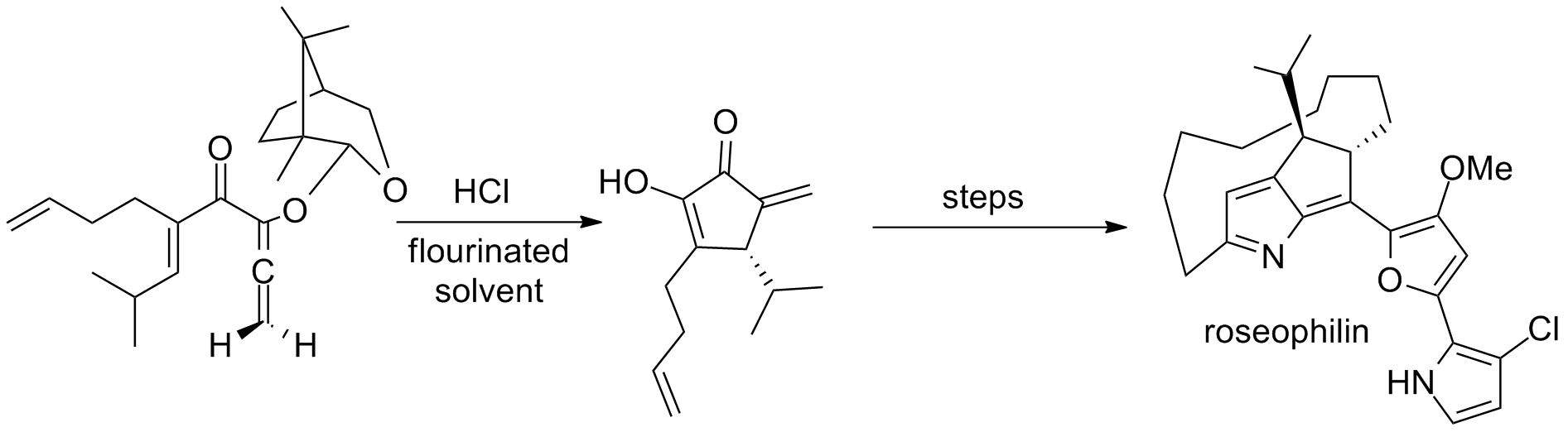
Synthèse de la roseophiline par cyclisation asymétrique de Nazarov

Varinder Aggarwal a signalé la première cyclisation chirale asymétrique favorisée par un acide chiral de Lewis et utilisé des complexes de ligands de cuivre (II) bisoxazoline avec jusqu'à 98% ee. L'excès énantiomérique n'a pas été affecté par l'utilisation de 50% en mole du complexe de cuivre mais le rendement a été considérablement diminué.

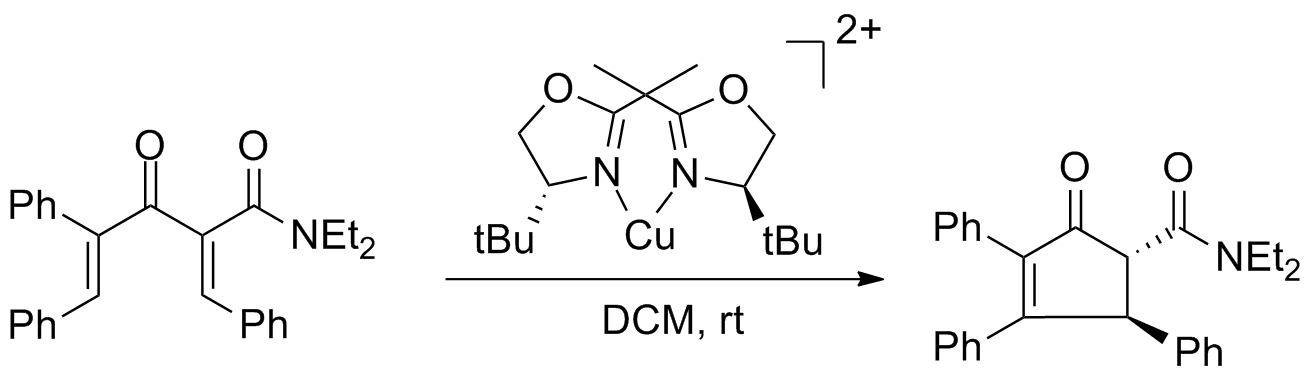
Cyclisation Nazarov asymétrique médiée par l'acide de Lewis

## Réactions associées
Les extensions de la cyclisation de Nazarov sont généralement également regroupées sous le même nom. Par exemple, une cétone insaturée α-β, γ-δ peut subir une cyclisation conrotatoire cationique similaire qui est généralement appelée réaction de cyclisation iso-Nazarov. D' autres extensions ont été nommées avec des noms similaires, y compris la cyclisation homo-Nazarov et la cyclisation vinylogues de Nazarov,.

### Réaction de rétro-Nazarov
Parce qu'ils surstabilisent le cation pentadiényle, les substituants donneurs d'électrons β entravent souvent gravement la cyclisation de Nazarov. À partir de cela, plusieurs ouvertures de cycles électrocycliques de β-alcoxy cyclopentanes ont été signalées. Celles-ci sont généralement appelées réactions de rétro-cyclisation de Nazarov.

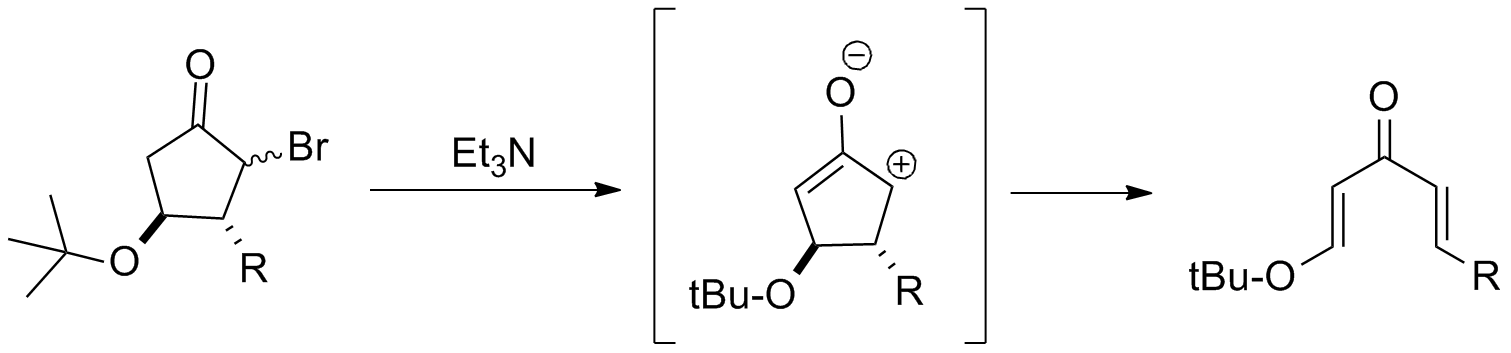
Réaction rétro-Nazarov

### Réaction Imino-Nazarov
Les analogues azotés de la réaction de cyclisation de Nazarov (appelés réactions de cyclisation imino-Nazarov) ont peu d'exemples; il existe un exemple de cyclisation généralisée d'imino-Nazarov rapporté (illustré ci-dessous), et plusieurs réactions d'iso-imino-Nazarov dans la littérature,. Même ceux-ci ont tendance à souffrir d'une mauvaise stéréosélectivité, de faibles rendements ou d'une portée limitée. La difficulté provient de la sur-stabilisation relative du cation pentadiényle par don d'électrons, empêchant la cyclisation.

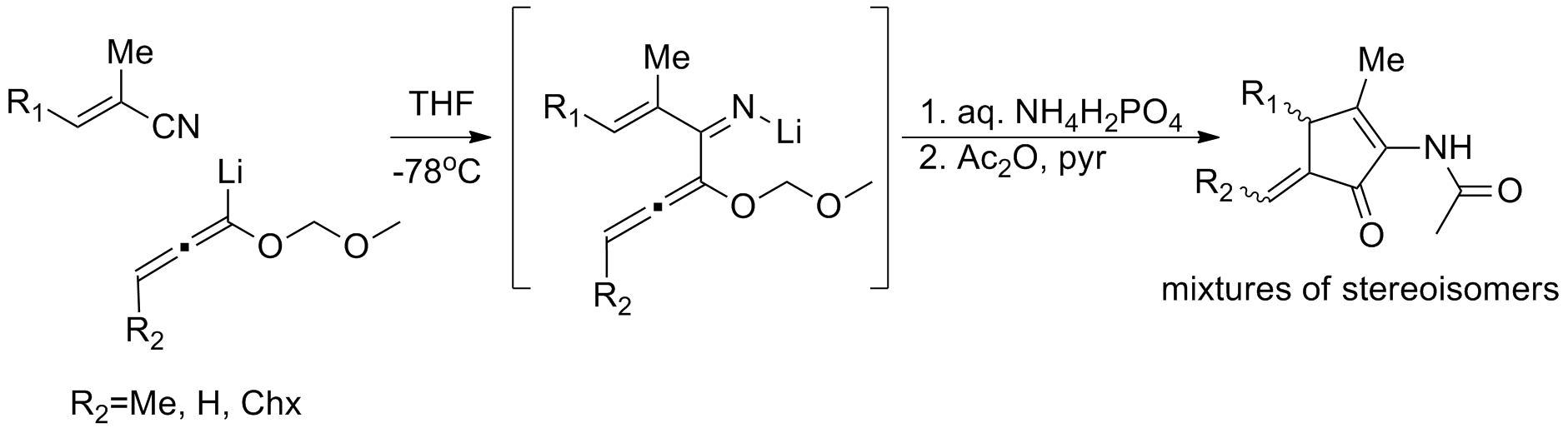
Cyclisation Imino-Nazarov

## Voir également
- Pauson–Khand reaction
- Electrocyclization
- Cyclopentenone
- Merrilactone A